# رائد أحمد

## النشأة والمهنة
وُلِد رائد في البصرة، العراق. التحق بالجامعة وحصل على شهادة جامعية. عاش في جنوب العراق قبل الألعاب الأولمبية.
في عام 1984، أصبح رائد بطل العراق في رفع الأثقال في فئة وزن 99 كجم. عُين عدي حسين، الابن الأكبر لصدام حسين، رئيسًا للجنة الأولمبية العراقية في نفس العام. كان عدي معروفًا بتعذيب الرياضيين بعد الفشل وحاول رائد مرارًا وتكرارًا خفض توقعاته، مدعيًا بمساعدة الأطباء أنه مصاب. بينما كان يفكر في الانشقاق في بطولة العالم لرفع الأثقال عام 1995، التي أقيمت في قوانغتشو، الصين، إلا أنه اعتقد أنه سيتم ترحيله قسراً إلى وطنه إذا حاول القيام بذلك. 

## أولمبياد 1996

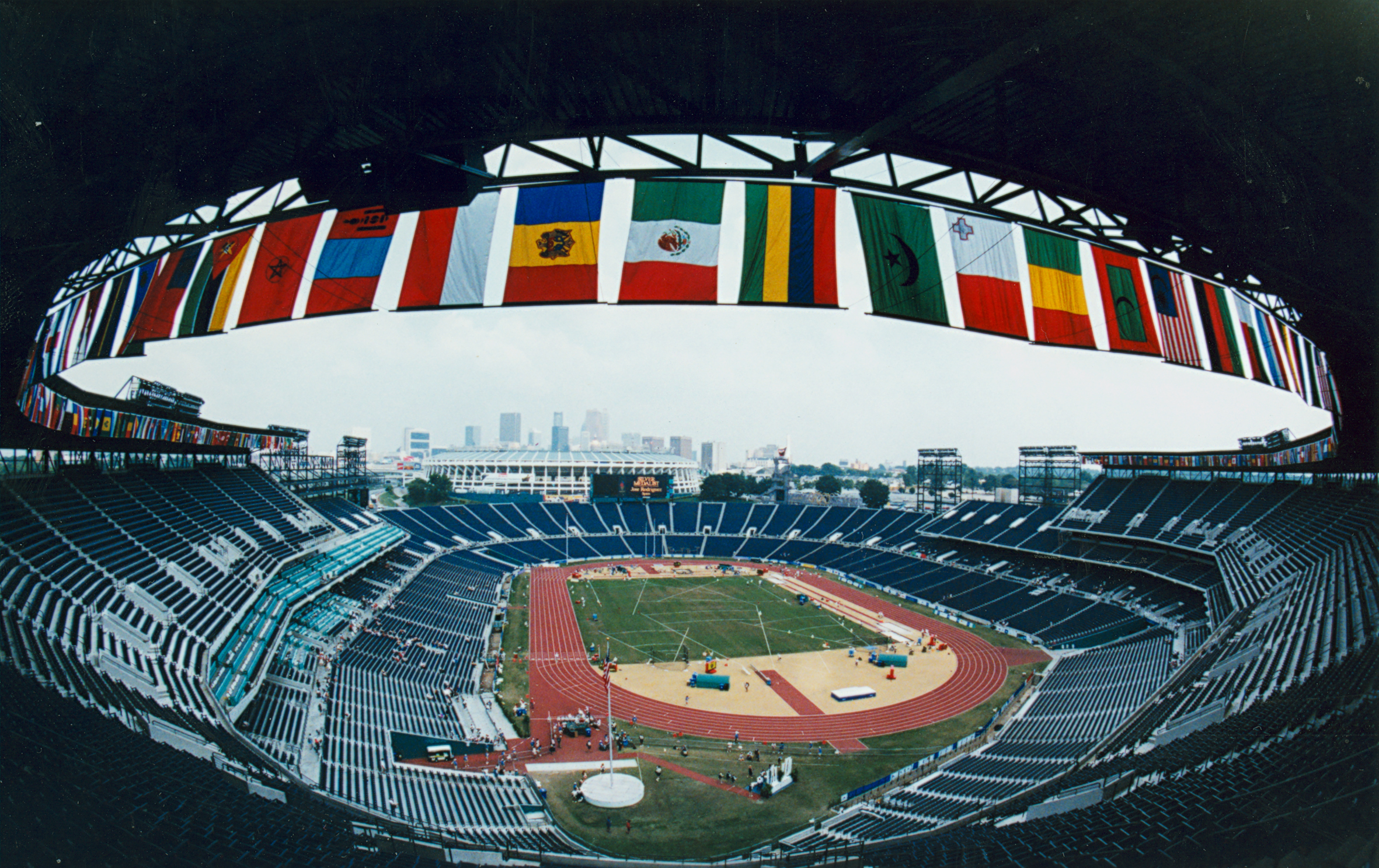
مكان عرض الأمم، ملعب المئوية الأوليمبي، في عام 1996

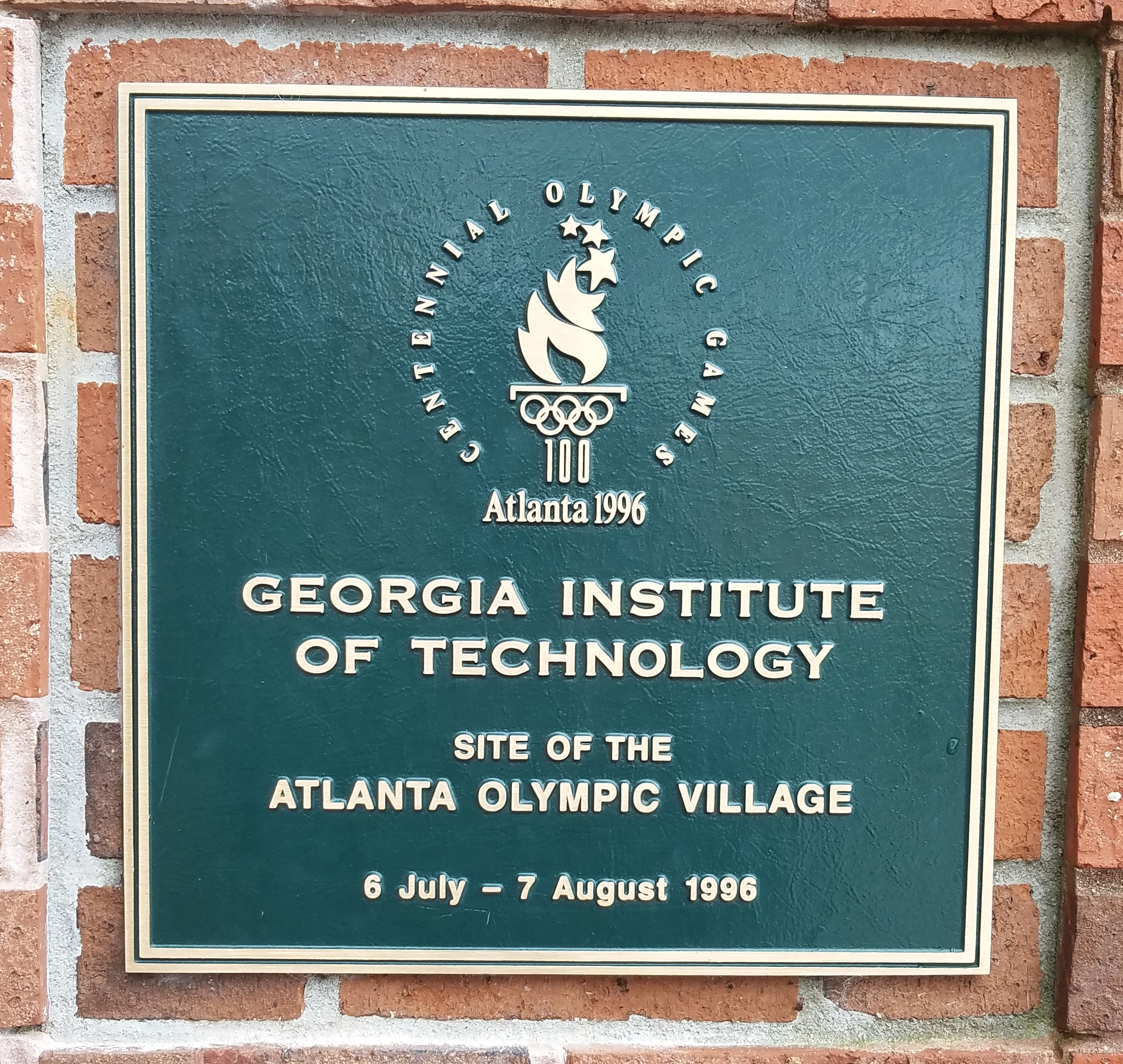
لوحة تذكارية للقرية الأولمبية في معهد جورجيا للتكنولوجيا

بصفته حامل العلم العراقي في حفل الافتتاح في أتلانتا، مُنع رائد من النظر إلى الرئيس الأمريكي بيل كلينتون أثناء عرض الأمم المتحدة في 19 يوليو 1996. لقد عصى هذه الأوامر، عندما لاحظ أن كلينتون كان يصفق للوفد العراقي؛ مما جعله ينهي قراره بالانشقاق. وفي حدثه، احتل المركز الثالث والعشرين، الثالث من الأسفل.
في نهاية شهر يوليو، فر رائد من القرية الأوليمبية، التي كانت تقع في معهد جورجيا للتكنولوجيا، بينما كان مرافقوه يستعدون لزيارة حديقة حيوان أتلانتا. وكان ثاني عضو في الوفد الأوليمبي ينشق في غضون أسبوع. قبل هروبه، كان قد رتب للقاء طالب في الجامعة الذي سهّل هروبه. إحضر إلى ديكاتور والتقى لاحقًا بوكلاء من دائرة الهجرة والتجنيس للمطالبة باللجوء.
في مؤتمر صحفي لاحق، صرح رائد بأنه سيُعدم إذا عاد إلى العراق، بعد أن حُكم عليه بالإعدام غيابيًا. ووصفه صحفي كويتي بأنه "شمعة متقدة من أجل العراق" تقديرًا لـ"تضحيته". وقال إنه إذا تمت الموافقة على طلب اللجوء، فسيواصل رفع الأثقال ويحضر زوجته إلى الولايات المتحدة.

## الحياة الشخصية
أُخليت زوجة رائد  من منزلهما قبل يوم من هروبه إلى "ملاذ آمن في المنطقة الكردية شمال العراق ". وبعد انشقاقه، أُمرت زوجته بتطليقه، وطُردت والدته من العمل، واحتجزت الحكومة عائلته لمدة أسبوعين، ثم نُبذت فور إطلاق سراحهم. غادرت زوجة رائد العراق عام 1998، وزار البلاد عام 2004 لأول مرة منذ انشقاقه، عقب سقوط نظام صدام. اعتبارًا من 2021 يعيش في ديربورن، ميشيغان، ويقول إن ديربورن تُشبه بغداد نظرًا لكثافة السكان العراقيين بعد حرب العراق. لديه خمسة أطفال، عمل بائع سيارات مستعملة ومدربًا لكرة القدم وكرة السلة. 
1. ↑  Sources disagree on which day Raed defected. Several contemporary sources published on 2 August 1996 (The Palm Beach Post and Chicago Tribune) state it was "Wednesday", which was 31 July.[10][9] The Atlanta Journal-Constitution, published the same day, variously states it was "[t]hree mornings ago", which was 30 July,[3] or "Wednesday".[11] A BBC source in 2021 states it was 28 July.[2]
2. ↑  Sources also disagree what time of day he defected. While The Atlanta Journal-Constitution and BBC states it was in the morning,[3][2] the Chicago Tribune states it was "a little after noon".[9]
3. ↑  The Atlanta Journal-Constitution states her name is Asra Ali Ahmed,[3] while The Waterloo-Cedar Falls Courier states it is Madiha Mohamad.[13]